# Pier Antonio Micheli
Pier Antonio Micheli (Florencia, 11 de diciembre de 1679 – 1 de enero de 1737) fue un notable botánico italiano, profesor de esa especialidad en Pisa, curador del Jardín de los Simples de Florencia, autor DE Nova plantarum genera iuxta Tournefortii methodum disposita. Fue descubridor de las esporas de las setas, una autoridad en criptógamas, acuñó varios nombres científicos de importantes géneros de microfungi incluyendo Aspergillus y Botrytis.
Micheli era de Florencia nació en 1679. De acuerdo con una breve descripción de las bibliotecas de la Universidad de Harvard, aprendió solo latín, y comenzó el estudio de las plantas en una edad joven con Bruno Tozzi. En 1706, fue nombrado botánico de Cosme III de Médici, Gran Duque de Toscana; director de los Jardines botánicos de Florencia, siendo profesor en la Universidad de Pisa.
Su Nova plantarum genera (1729) fue un paso importante en el conocimiento del fungi. En ese trabajo, dio las descripciones de 1900 plantas, de los cuales unos 1.400 fueron descritas por primera vez. Entre ellos estaban 900 fungi y liquenes y 73 plantas. Incluyó información sobre "siembra, origen y crecimiento de hongos, mohos, y sus plantas aliadas".
En uno de sus giras de recolecciones, en 1736, contrajo pleuresía, de la cual pronto fallecería en Florencia.
La vía adyacente a la casa del Orto Botanico di Firenze, fue llamada Via Micheli en su honor.

## Eponimia
- 1737: Linneo llamó al género Michelia

Especies
- (Asteraceae) Bellidiastrum michelii Cass.[1]
- (Asteraceae) Hieracium michelii Tausch[2]
- (Bromeliaceae) Pitcairnia micheliana André[3]
- (Campanulaceae) Laurentia michelii A.DC.[4]
- (Cyperaceae) Carex michelii Host[5]
- (Cyperaceae) Isolepis micheliana (Vahl) Roem. & Schult.[6]
- (Leguminosae) Genista michelii Spach[7]
- (Lemnaceae) Wolffia michelii Schleid.[8]
- (Myrtaceae) Eugenia michelii Lam.[9]
- (Poaceae) Avellinia michelii (Savi) Parl.[10]
- (Taxaceae) Taxus michelii Hort. ex Carrière[11]
- (Salicaceae) Salix micheliana J.Forbes[12]